# Římskokatolická farnost Vrbovec
Římskokatolická farnost Vrbovec je územní společenství římských katolíků s farním kostelem Stětí svatého Jana Křtitele ve znojemském děkanství.

## Historie farnosti
První písemná zpráva o existenci osady pochází z roku 1137. Datum výstavby kostela není známo. Původní stavba byla starobylá, románská. Roku 1747, kdy byl kostel, zničený požárem v roce 1727, přestavován nákladem Louckého kláštera, byl starobylý ráz kostela téměř úplně setřen. Nová stavba byla posvěcena 27. června 1767 olomouckým biskupem hrabětem Hamiltonem. Další přestavby a opravy proběhly koncem 19. století.
Fara se připomíná již roku 1222, farář se jmenoval Jindřich. Fara zanikla během husitských válek a kostel ve Vrbovci byl přidělen do Dyjákoviček, při nichž setrval až do roku 1784, kdy byla zřízena lokálie. Roku 1803 byla potvrzena samostatná fara pod louckým patronátem. Farní budova byla vystavěna v letech 1787–1788. Pamětní kniha farní byla založena farářem Beranem roku 1784. 

## Duchovní správci
Administrátorem excurrendo je od 1. září 2004 R. D. Jaroslav Kárník.

## Bohoslužby
| Kostel                      | Místo   | Bohoslužba (den) | Hodina                                    | Poznámka     |
| --------------------------- | ------- | ---------------- | ----------------------------------------- | ------------ |
| Stětí svatého Jana Křtitele | Vrbovec | neděle úterý     | 11.00 17.00 (zimní čas)/18.30 (letní čas) | Farní kostel |

## Aktivity ve farnosti
Dnem vzájemných modliteb farností za bohoslovce a bohoslovců za farnosti brněnské diecéze je 27. únor. Adorační den připadá na 30. srpna.
Ve farnosti se pravidelně koná tříkrálová sbírka, v roce 2015 se při ní vybralo 23 242 korun. V roce 2017 činil její výtěžek 29 875 korun.